# チームB 3rd Stage「パジャマドライブ」
『チームB 3rd Stage「パジャマドライブ」』（チームビーサードステージ パジャマドライブ）は、AKB48チームB劇場公演の3rd Stageである。
本項では、その後の別チームによる「おさがり」公演についても記述する。また、公演を収録したCD、DVDについても記述する。

## 概要
2008年から2009年にかけて行われたAKB48チームBの3rdステージ公演であり、チームB初のオリジナル公演である。公演期間中には次々とメンバーが入れ替わった。
この演目は、SKE48チームEの1st公演、JKT48の1st公演、AKB48の研究生公演、HKT48のひまわり組公演、NGT48チームNIIIの2nd公演などにも使用された。2013年5月6日に行わたAKB48の研究生公演の夜公演が、AKB48劇場での3,000回目の劇場公演となった。2014年から2015年にかけてAKB48チームBでは再演されている。また、2018年11月18日から再びAKB48の研究生公演として使用されている。

## 公演内容

### 曲目
1. overture
（作曲・編曲：尾澤拓実、歌：TAZ）
全AKB48公演共通である。
2. 初日
（作詞：秋元康、作曲：岡田実音、編曲：市川裕一）
3. 必殺テレポート
（作詞：秋元康、作曲：上杉洋史、編曲：田口智則・稲留春雄）
4. ご機嫌ななめなマーメイド
（作詞：秋元康、作曲：太田美知彦、編曲：野中"まさ"雄一）
5. 2人乗りの自転車
（作詞：秋元康、作曲・編曲：Funta）
6. 天使のしっぽ
（作詞：秋元康、作曲：上田晃司、編曲：樫原伸彦）
7. パジャマドライブ
（作詞：秋元康、作曲：岡田実音、編曲：高島智明）
8. 純情主義
（作詞：秋元康、作曲：草野よしひろ、編曲：市川裕一）
9. てもでもの涙
（作詞：秋元康、作曲：寺畑早知子、編曲：田口智則・稲留春雄）
10. 鏡の中のジャンヌ・ダルク
（作詞：秋元康、作曲・編曲：上田晃司）
11. Two years later
（作詞：秋元康、作曲：宮島律子、編曲：市川裕一）
12. 命の使い道
（作詞：秋元康、作曲・編曲：井上ヨシマサ）
13. キスして損しちゃった
（作詞：秋元康、作曲：青木真一、編曲：野中"まさ"雄一）
14. 僕の桜
（作詞：秋元康、作曲・編曲：樫原伸彦）

アンコール
1. ワッショイB!
（作詞：秋元康、作曲・編曲：Funta）
この楽曲のチームB以外のチーム用に作られた派生バージョンが2012年に相次いで作られ、チームKバージョンの「バッチコイK!」[注 1]、チームAバージョンの「ハッピーA!」[注 2]、チーム4バージョンの「エンジョイ4!」[注 3]がある。
2. 水夫は嵐に夢を見る
（作詞：秋元康、作曲：大庭宏典、編曲：Funta）
3. 白いシャツ
（作詞：秋元康、作曲・編曲：上田晃司）

### 演出
- 振り付け担当：IZUMI
- ステージ上で楽屋風景を再現する所から始まる。円陣から「初日」へ。円陣は各チームで公演前に行なっているものを行う。
- 「命の使い道」は、メンバー日替わりで「おじさん〜」のセリフが入る。
- 「キスして損しちゃった」は、メンバー日替わりで男性名を叫ぶ[要出典]。
- アンコール明けに研究生によるダンスと自己紹介。
- 「ワッショイB!」は、サポートメンバーを含むその日の出演者のニックネームで歌詞が変わる。

## AKB48 チームB 3rd Stage「パジャマドライブ」公演
公演期間
2008年3月1日 - 2009年2月1日
出演メンバー
井上奈瑠・浦野一美・多田愛佳・柏木由紀・片山陽加・小原春香・菊地彩香・佐伯美香・指原莉乃・早乙女美樹・田名部生来・仲川遥香・仲谷明香・仁藤萌乃・野口玲菜・平嶋夏海・松岡由紀・米沢瑠美・渡辺麻友
※指原は2008年8月2日に、仁藤は8月5日に、それぞれ研究生から昇格。菊地は8月14日付で解雇。井上は9月29日付で卒業。
※佐伯は2009年1月8日の出演をもって長期休業（その後卒業）。小原は1月24日付で研究生から昇格。早乙女は1月25日付で研究生に降格。1月29日公演終了後に中塚智実も研究生から昇格しているが、昇格後の出演はない。松岡は2月1日の千秋楽をもって卒業。

ユニット曲担当
- 天使のしっぽ（多田、仲谷、野口）
- パジャマドライブ（平嶋、渡辺、仲川）
- 純情主義（片山、井上→仁藤、松岡）
- てもでもの涙（柏木、佐伯）
- 鏡の中のジャンヌ・ダルク（米沢、早乙女→小原、菊地→指原、田名部、浦野）

## SKE48 チームE 1st Stage「パジャマドライブ」公演
公演期間
2011年1月16日 - 2012年3月28日
出演メンバー
磯原杏華・上野圭澄・梅本まどか・金子栞・木本花音・小林亜実・酒井萌衣・柴田阿弥・高木由麻奈・竹内舞・都築里佳・中村優花・原望奈美・間野春香・山下ゆかり・山田恵里伽
※中村は、2011年12月27日の公演を最後に12月31日付で卒業。
※間野・山田は、2012年4月15日をもって卒業し、本公演千秋楽が最終公演となった。

ユニット曲担当
- 天使のしっぽ（木本、柴田、上野）
- パジャマドライブ（都築、間野、山下）
- 純情主義（原、磯原、高木）
- てもでもの涙（金子、中村）
- 鏡の中のジャンヌ・ダルク（梅本、小林、酒井、竹内、山田）

※B3rd公演での｢ワッショイB!｣にあたる楽曲が｢ワッショイE!｣だが、歌詞にあるメンバーの順番は、50音順とは全く異なる。

## JKT48「パジャマドライブ」公演
インドネシア語の公演名称は「Pajama Drive」
すべての曲の歌詞は、決め台詞など一部を除き、インドネシア語に翻訳されているが、タイトルは「Shonichi」など日本語のローマ字表記である。

### 1期生
公演期間
2012年5月17日 - 12月13日
2012年7月15日までは、仮劇場での公演。同年9月8日以後はジャカルタ市内のショッピングモール「FX」4階にオープンした専用劇場での公演となっている。
出演メンバー（初日メンバー）
アヤナ・シャハブ、ガイダ・ファリシャ、クレオパトラ、ジェシカ・ヴァニア、ジェシカ・フェランダ、シャニア・ジュニアナタ、ステラ・コルネリア、センディ・アリアニ、ソニャ・パンダルマワン、デフィ・キナル・プトゥリ、ナビラ・ラトナ・アユ・アザリア、ネネン・ロスディアナ、ベビー・カエサラ・アナディラ、メロディー・ヌランダニ・ラクサニ、レズキー・ウィランティ・ディク、レナ・ノザワ（野澤玲奈）
ユニット曲担当（初日プログラム）
- 天使のしっぽ（レナ、レズキー、ナビラ）
- パジャマドライブ（シャニア、センディ、アヤナ）
- 純情主義（ステラ、ジェシカ・Ve、ソニャ）
- てもでもの涙（メロディー、ジェシカ・Va）
- 鏡の中のジャンヌ・ダルク（デビ、ガイダ、ベビー、クレオパトラ、ネネン）

※「ワッショイB!」ではなく「ワッショイ!」、9月の専用劇場公演以降は「ワッショイJ!」。

### 2期生
公演期間
2013年1月11日 - 5月12日
出演メンバー（初日メンバー）
アリシア・カンジア、アニサ・アティア、シンディ・ユフィア、デリア・エルディタ、ドゥイ・プトゥリ・ボニタ、ジェニファー・ハンナ、ジェニファー・ラヘル・ナタシャ、ナディファ・カリマ、ナディラ・シンディ・ワンタリ、ナタリア、ノエラ・システリナ、ラトゥ・フィエンニ・フィトゥリリア、リスカ・ファイルニッサ、ロナ・アングラエニ、タリア、フィフィヨナ・アプリアニ
ユニット曲担当（初日プログラム）
- 天使のしっぽ（ナディラ、ジェニファー・R、シンディ）
- パジャマドライブ（ロナ、デリア、タリア）
- 純情主義（アリシア、ノエラ、フィフィヨナ）
- てもでもの涙（ナディファ、ラトゥ）
- 鏡の中のジャンヌ・ダルク（ジェニファー・H、アニサ、ドゥイ、ナタリア、リスカ）

※1期生同様「ワッショイB!」は「ワッショイJ!」

### リバイバル
ユニット曲出演メンバーとバックダンサーは、全メンバー（2013年は高城、野澤除く、2014年はガイダ除く）からファンによる投票で決定した。
2013年
公演期間
2013年9月7日 - 8日
出演メンバー
ガイダ・ファリシャ、シャニア・ジュニアナタ、ジェシカ・フェランダ、ジェニファー・ハンナ、シンタ・ナオミ、シンディ・ユフィア、ステラ・コルネリア、センディ・アリアニ、デフィ・キナル・プトゥリ、仲川遥香、ナビラ・ラトナ・アユ・アザリア、フリスカ・アナスタシア・ラクサニ、ベビー・カエサラ・アナディラ、ラトゥ・フィエンニ・フィトゥリリア、リカ・レヨナ、レズキー・ウィランティ・ディク
※バックダンサーは、ディアスタ・プリスワリニ、メロディー・ヌランダニ・ラクサニ、アヤナ・シャハブ、ソニャ・パンダルマワン、デリマ・リズキー、シンディ・グラ

ユニット曲担当
- 天使のしっぽ（ガイダ、リカ、ナビラ）
- パジャマドライブ（ジェニファー・H、ベビー、シンディ）
- 純情主義（仲川、ラトゥ、シャニア）
- てもでもの涙（センディ、ステラ）
- 鏡の中のジャンヌ・ダルク（デフィ、ジェシカ・Ve、レズキー、シンタ、フリスカ）

2014年
公演期間
2014年9月6日 - 7日
出演メンバー
エライン・ハルタント、ガブリエラ・マルガレット・ワラオー、ジェシカ・ファニア、ジェシカ・フェランダ、ジェニファー・ラヘル・ナタシャ、ジェニファー・ハンナ、シャニア・ジュニアナタ、タリア、デフィ・キナル・プトゥリ、仲川遥香、フリスカ・アナスタシア・ラクサニ、ベビー・カエサラ・アナディラ、メロディー・ヌランダニ・ラクサニ、ラトゥ・フィエンニ・フィトゥリリア、レズキー・ウィランティ・ディク、ロナ・アングラエニ
※バックダンサーはリカ・レヨナ、シンディ・ユフィア、ナビラ・ラトナ・アユ・アザリア、デラ・デリラ、アヤナ・シャハブ、フィフィヨナ・アプリアニ

ユニット曲担当
- 天使のしっぽ（ジェシカ・Ve、シャニア、デフィ）
- パジャマドライブ（ガブリエラ、ジェニファー・R、レズキー）
- 純情主義（ジェニファー・R、フリスカ、メロディー）
- てもでもの涙（仲川、ベビー）
- 鏡の中のジャンヌ・ダルク（エライン、ジェシカ・Va、タリア、ラトゥ、ロナ）

### 3期生
公演期間
2014年5月24日  - 2015年1月17日
2014年12月13日までは、研究生が「紅組」と「白組」に分かれて公演。12月17日より研究生1チーム体制スタート。
2015年1月31日より、正規メンバーに昇格した16名と研究生によるチームT公演に移行。
「紅組」
出演メンバー（初日メンバー）
アマンダ・ドウィ・アリスタ、アニンディタ・ラーマ・チャヒャディ、アユ・サフィラ・オクタフィアニ、チキタ・ラフェンスカ・マヌサ、イレィン・ハルタント、フェニ・フィトゥリヤンティ、マリア・ゲノフェフア・ナタリア・デシー・プルナマサリ・グナワン、マルタ・グラシエラ、ミレニア・クリスティエン・グロリ・ゴエナワン、ニ・マデ・アユ・ファニア・アウレリア、プトゥリ・ファリン・カルティカ、シャニ・インディラ・ナティオ、シャニア・グラシア、ソフィア・メイファリアニ、トゥリアロナ・クスマ、ヤンセン・インディアニ
ユニット曲担当（初日プログラム）
- 天使のしっぽ（フェニ・F、マルタ、シャニア・G）
- パジャマドライブ（アニンディタ、アユ、イレィン）
- 純情主義（プトゥリ、アマンダ、トゥリアロナ）
- てもでもの涙（ミレニア、シャニ）
- 鏡の中のジャンヌ・ダルク（ニ、ヤンセン、チキタ、マリア、ソフィア）

「白組」
出演メンバー（初日メンバー）
アリシア・フェリヤナ、アンデラ・ユウォノ、アンジー・プトゥリ・クルニアサリ、チキタ・ラフェンスカ・マヌサ、ファリナ・ヨギ・デファニ、フランシスカ・サラスワティ・プスパ・デウィ、インダー・プルマタ・サリ、ケジア・プトゥリ・アンディンタ、ミシェル・クリスト・クスナディ、ナディファ・サルサビラ、ニナ・ハミダ、リズカ・カリラ、シャッファ・ナビラ、ステファニー・プリシリア・インダルト・プトゥリ、シャフイラ・アンジェラ・ヌルハリザ、ゼビ・マグノリア・ファワズ
ユニット曲担当（初日プログラム）
- 天使のしっぽ（シャフイラ、ニナ、ゼビ）
- パジャマドライブ（ファリナ、ケジア、ミシェル）
- 純情主義（アリシア、ナディファ、ステファニー）
- てもでもの涙（アンデラ、リズカ）
- 鏡の中のジャンヌ・ダルク（シャッファ、アンジー、チキタ、インダー、フランシスカ）

### チームT
公演期間
2015年1月31日 - 2015年3月6日（9公演）
3期研究生公演から移行。実質、チームT1st「手をつなぎながら」公演までのウェイティング公演。
出演メンバー
アマンダ・ドウィ・アリスタ、アンデラ・ユウォノ、アニンディタ・ラーマ・チャヒャディ、アユ・サフィラ・オクタフィアニ、チキタ・ラフェンスカ・マヌサ、イレィン・ハルタント、フェニ・フィトゥリヤンティ、フランシスカ・サラスワティ・プスパ・デウィ、マリア・ゲノフェフア・ナタリア・デシー・プルナマサリ・グナワン、マルタ・グラシエラ、ナディファ・サルサビラ、ニ・マデ・アユ・ファニア・アウレリア、ミシェル・クリスト・クスナディ、シャニ・インディラ・ナティオ、シャニア・グラシア、シャフィラ・アンジェラ・ヌルハリザ
ユニット曲担当
- 天使のしっぽ（ミシェル、マルタ、シャフィラ）
- パジャマドライブ（イレィン、フェニ、アニンディタ）
- 純情主義（ナディファ、アマンダ、ニ）
- てもでもの涙（アンデラ、シャニ）
- 鏡の中のジャンヌ・ダルク（アユ、チキタ、フランシスカ、マリア、シャニア）

## AKB48 研究生公演「パジャマドライブ」

### 2013年公演
公演期間
2013年3月20日 - 10月27日
出演メンバー　
相笠萌・市川愛美・岩立沙穂・内山奈月・梅田綾乃・大森美優・大和田南那・岡田彩花・岡田奈々・北澤早紀・小嶋真子・込山榛香・佐々木優佳里・佐藤妃星・篠崎彩奈・高島祐利奈・土保瑞希・西野未姫・橋本耀・平田梨奈・福岡聖菜・前田美月・峯岸みなみ・向井地美音・村山彩希・茂木忍・湯本亜美
2013年4月28日付で、大森はチームB、佐々木はチームA、平田はチームKへそれぞれ昇格。
15期研究生の市川・大和田・込山・佐藤・土保・福岡・向井地・湯本は、2013年6月9日の公演から出演。
2013年8月24日付で、相笠・岩立・内山・梅田・岡田彩・岡田奈・北澤・小嶋・篠崎・高島・西野・橋本・前田・峯岸・村山・茂木は、再結成されたチーム4（峯岸）へ昇格したが、千秋楽まで研究生公演として継続されていた。
※2013年5 - 6月には、一部公演でサポートメンバーとして、正規メンバーやSKE48メンバーが出演した。
5月5日：菊地あやか（チームA）、片山陽加（チームB）
5月12日：内山命（SKE48・チームE）
5月16日：片山
5月18日：菊地、名取稚菜（チームB）
5月19日：柏木由紀（チームB）、片山
6月29日：片山

ユニット曲担当（各曲各ポジションから1名ずつ出演）
- 天使のしっぽ
  - 小嶋・村山・岡田彩
  - 岩立・茂木・向井地・西野
  - 篠崎・橋本・前田

- パジャマドライブ
  - 梅田・込山
  - 西野・岡田彩・篠崎
  - 北澤・佐藤

- 純情主義
  - 相笠・北澤・高島・片山・西野
  - 村山・平田・茂木・湯本
  - 平田・高島・岡田彩・市川

- てもでもの涙
  - 岡田奈・佐々木・高島・峯岸・柏木・小嶋
  - 佐々木・岩立・内山・大和田・名取・村山

- 鏡の中のジャンヌダルク
  - 大森・峯岸・土保・菊地
  - 高島・前田
  - 橋本・北澤
  - 岡田彩・前田・福岡・小嶋
  - 茂木・梅田・岡田奈・内山

※「ワッショイB!」は「レッツゴー研究生!」となる。

### 2018年公演
公演期間
2018年11月18日 - 2019年12月27日
出演メンバー
石綿星南・大盛真歩・岡田梨奈・大竹ひとみ・勝又彩央里・蔵本美結・黒須遥香・小林蘭・齋藤陽菜・佐藤美波・末永祐月・長友彩海・多田京加・播磨七海・本田そら・道枝咲・矢作萌夏・山根涼羽・吉橋柚花

ユニット曲担当（各曲各ポジションから1名ずつ出演）
- 天使のしっぽ
  - 大盛
  - 蔵本
  - 吉橋・末永

- パジャマドライブ
  - 佐藤
  - 小林
  - 矢作

- 純情主義
  - 道枝
  - 大竹
  - 播磨

- てもでもの涙
  - 岡田
  - 黒須・齋藤

- 鏡の中のジャンヌ・ダルク
  - 本田
  - 山根
  - 勝又
  - 長友
  - 多田・石綿

※「ワッショイB!」は「レッツゴー研究生!」となり、「水夫は嵐に夢を見る」は「黄金センター」に差し替えられている。

## HKT48 ひまわり組公演「パジャマドライブ」

### 2013年公演
公演期間
2013年11月2日 - 2015年12月14日
出演メンバー
秋吉優花・穴井千尋・安陪恭加・荒巻美咲・伊藤来笑・井上由莉耶・今田美奈・今村麻莉愛・岩花詩乃・宇井真白・植木南央・上野遥・梅本泉・多田愛佳・岡田栞奈・岡本尚子・草場愛・熊沢世莉奈・栗原紗英・神志那結衣・兒玉遥・後藤泉・駒田京伽・坂口理子・坂本愛玲菜・指原莉乃・下野由貴・田島芽瑠・田中優香・田中菜津美・田中美久・谷真理佳・筒井莉子・冨吉明日香・朝長美桜・中西智代梨・深川舞子・外薗葉月・渕上舞・松岡菜摘・松岡はな・宮脇咲良・村川緋杏・村重杏奈・本村碧唯・森保まどか・矢吹奈子・山内祐奈・山下エミリー・山田麻莉奈・山本茉央・若田部遥
※安陪は、2013年12月30日の公演を最後に2014年2月23日付で卒業。

ユニット曲担当（各曲各ポジションから1名ずつ出演）
- 天使のしっぽ
  - 多田・井上・岩花・上野・田中美・渕上・今村・荒巻・後藤
  - 秋吉・山田・荒巻・山内・冨吉
  - 朝長・植木・深川・山内・田中優・坂本・駒田

- パジャマドライブ
  - 宮脇・中西・上野・熊沢・坂口・矢吹・後藤・植木・山本・栗原・坂本
  - 本村・梅本・坂本・山下エ・秋吉・荒巻・駒田
  - 谷・田中優・外薗・草場・山内・神志那・筒井・渕上

- 純情主義
  - 兒玉・後藤・安陪・神志那・坂口・今田・外薗・草場・栗原・松岡は・宇井
  - 穴井・駒田・草場・山内・岡本・梅本泉・上野・深川・山下
  - 渕上・冨吉・岡本・山内・深川・山下・深川・宇井・井上・岩花

- てもでもの涙
  - 松岡菜・下野・後藤・駒田・山田・山下・外薗・上野・岡本・坂口
  - 森保・熊沢・草場・山下・渕上・栗原・後藤・梅本・冨吉

- 鏡の中のジャンヌダルク
  - 指原・岡田・坂口・後藤・下野・伊藤・上野・外薗
  - 田島・若田部・神志那・熊沢・栗原・上野・秋吉・渕上・田中美
  - 村重・田中菜・秋吉・山下・冨吉・村川
  - 岡本・今田・筒井・外薗・坂本・山下・井上
  - 宇井・伊藤・山本・坂本・筒井・荒巻・山田

※「ワッショイB!」は、「よっしゃーHKT!」となる（タイトルはメンバー内によって決められ、若田部遥提案の「よっしゃー」が採用された）。

### 2022年公演
公演期間
2022年8月4日 - 2024年7月13日

## AKB48 倉持チームB「パジャマドライブ」公演
公演期間
2014年4月28日 - 2015年8月27日
出演メンバー
生駒里奈・伊豆田莉奈・内山奈月・梅田綾乃・大島涼花・大家志津香・大和田南那・小笠原茉由・柏木由紀・川本紗矢・倉持明日香・高城亜樹・高橋朱里・竹内美宥・田名部生来・朝長美桜・名取稚菜・野澤玲奈・橋本耀・平田梨奈・福岡聖菜・横島亜衿・渡辺麻友
その他のチームのメンバー：後藤萌咲・湯本亜美（チームK）、岡田彩花・前田美月・村山彩希（いずれもチーム4）
伊豆田・梅田・福岡は2014年5月5日から、野澤・横島は同年5月9日から、田名部は同年6月13日から、名取は同年6月17日から、それぞれ参加。
朝長は2015年5月14日の公演に、梅田・野澤・横島は2015年8月27日の昼公演まで、それぞれ出演。
前田は2014年10月1日の公演から、湯本・岡田は2015年4月28日の公演から、それぞれ参加。村山は2014年10月1日の公演に、後藤は2015年5月25日の公演に、それぞれ出演。
生駒は2015年5月14日の公演をもって兼任解除。橋本は2015年7月7日の公演を最後に、同年8月9日卒業。倉持は2015年8月17日の公演をもって卒業。
内山・梅田・大和田・岡田・橋本・福岡・前田・湯本・村山は、2013年の研究生公演「パジャマドライブ」に出演したことがある。

ユニット曲担当（各曲各ポジションから1名ずつ出演）
- 天使のしっぽ
  - 内山・野澤・後藤
  - 大和田・梅田・川本・野澤・岡田
  - 川本・福岡・橋本

- パジャマドライブ
  - 大島・内山・梅田・伊豆田
  - 高橋朱・横島
  - 朝長・伊豆田・名取

- 純情主義
  - 柏木・高橋・平田・川本
  - 竹内美
  - 平田・伊豆田・橋本・湯本

- てもでもの涙
  - 生駒・福岡・名取・内山・村山
  - 渡辺・大和田・橋本

- 鏡の中のジャンヌダルク
  - 大家・野澤・梅田・伊豆田・前田
  - 小笠原・梅田・内山・平田
  - 倉持・名取
  - 高城・田名部
  - 橋本・田名部・伊豆田・前田・福岡

## SNH48 チームSII 3rd Stage「パジャマドライブ」公演
中国語での公演名称は「不眠之夜」
公演期間
2014年5月30日 - 11月1日
出演メンバー
陳觀慧、陳思、戴萌、蔣芸、孔肖吟、李宇琪、莫寒、錢蓓婷、邱欣怡、温晶婕、呉哲晗、徐晨辰、許佳琪、徐子軒、趙嘉敏、張語格（以上16名が初日メンバー、他のメンバーも交代で出演）
ユニット曲担当（初日プログラム）
- 天使のしっぽ（邱欣怡、趙嘉敏、張語格）
- パジャマドライブ（李宇琪、莫寒、許佳琪）
- 純情主義（陳思、戴萌、錢蓓婷）
- てもでもの涙（孔肖吟、徐晨辰）
- 鏡の中のジャンヌダルク（陳觀慧、蔣芸、温晶婕、呉哲晗、徐子軒）

※「ワッショイB!」は「加油！S隊（頑張って!チームSII）」となる。

## NGT48 チームNIII 2nd Stage「パジャマドライブ」公演
公演期間
2016年5月28日 - 2017年6月5日　
12月3日よりユニットシャッフルが行われた。
出演メンバー
荻野由佳・小熊倫実・柏木由紀・加藤美南・北原里英・佐藤杏樹・菅原りこ・高倉萌香・太野彩香・中井りか・西潟茉莉奈・長谷川玲奈・本間日陽・村雲颯香・山口真帆・山田野絵
研究生：奈良未遥
柏木は2016年6月4日より出演。

ユニット曲担当
- 天使のしっぽ
  - 小熊倫実 → 菅原りこ
  - 高倉萌香 → 佐藤杏樹 - 髙橋真生
  - 中井りか → 太野彩香 - 角ゆりあ - 清司麗菜

- パジャマドライブ
  - 山田野絵 → 荻野由佳 - 中村歩加 - 西村菜那子
  - 本間日陽 → 加藤美南 - 西村菜那子 - 宮島亜弥
  - 佐藤杏樹 → 長谷川玲奈 - 清司麗菜

- 純情主義
  - 北原里英 → 山口真帆 - 中村歩加 - 日下部愛菜 - 西村菜那子
  - 柏木由紀 → 中井りか - 西潟茉莉奈 - 角ゆりあ
  - 西潟茉莉奈 → 村雲颯香 - 奈良未遥 - 清司麗菜 - 水澤彩佳 - 角ゆりあ

- てもでもの涙
  - 加藤美南 → 本間日陽 - 日下部愛菜 - 宮島亜弥
  - 山口真帆 → 高倉萌香 - 中村歩加

- 鏡の中のジャンヌダルク
  - 太野彩香 → 西潟茉莉奈 - 西村菜那子
  - 村雲颯香 → 小熊倫実 - 日下部愛菜
  - 荻野由佳 → 北原里英 - 日下部愛菜
  - 長谷川玲奈 → （研究生）奈良未遥 - 清司麗菜 - 水澤彩佳
  - 菅原りこ → 山田野絵 - 水澤彩佳 - 中村歩加

※アンコールでは、「ワッショイB!」は「ラブラブNIII!」となる。「水夫は嵐に夢を見る」は「Maxとき315号」に変更されている。

## スタジオ収録CD
公演曲を公演メンバーがスタジオ収録したものである。

### チームB 3rd Stage「パジャマドライブ」（CD）
収録メンバー
井上奈瑠・浦野一美・多田愛佳・柏木由紀・片山陽加・菊地彩香・佐伯美香・早乙女美樹・田名部生来・仲川遥香・仲谷明香・野口玲菜・平嶋夏海・松岡由紀・米沢瑠美・渡辺麻友
収録曲
1. overture
2. 初日
3. 必殺テレポート
4. ご機嫌ななめなマーメイド
5. 2人乗りの自転車
6. 天使のしっぽ（歌：多田・仲谷・野口）
7. パジャマドライブ（歌：平嶋・渡辺・仲川）
8. 純情主義（歌：片山・井上・松岡）
9. てもでもの涙（歌：柏木・佐伯）
10. 鏡の中のジャンヌ・ダルク（歌：米沢・早乙女・菊地・田名部・浦野）
11. Two years later
12. 命の使い道
13. キスして損しちゃった
14. 僕の桜
15. ワッショイB!
16. 水夫は嵐に夢を見る
17. 白いシャツ

Disc 2は、各楽曲のオフヴォーカルバージョン

### Team E 1st「パジャマドライブ」
収録メンバー
磯原杏華・上野圭澄・梅本まどか・金子栞・木本花音・小林亜実・酒井萌衣・柴田阿弥・高木由麻奈・竹内舞・都築里佳・中村優花・原望奈美・間野春香・山下ゆかり・山田恵里伽
収録曲
1. overture（SKE48 ver.）
2. 初日
3. 必殺テレポート
4. ご機嫌ななめなマーメイド
5. 2人乗りの自転車
6. 天使のしっぽ（歌：木本、柴田、上野）
7. パジャマドライブ（歌：都築、間野、山下）
8. 純情主義（歌：原、磯原、高木）
9. てもでもの涙（歌：金子、中村）
10. 鏡の中のジャンヌ・ダルク（歌：梅本、小林、酒井、竹内、山田）
11. Two years later
12. 命の使い道
13. キスして損しちゃった
14. 僕の桜
15. ワッショイE!
16. 水夫は嵐に夢を見る
17. 白いシャツ

## 劇場公演DVD

### チームB 3rd Stage「パジャマドライブ」（DVD）
収録メンバー
浦野一美・多田愛佳・柏木由紀・片山陽加・佐伯美香・指原莉乃・早乙女美樹・田名部生来・仲川遥香・仲谷明香・仁藤萌乃・野口玲菜・平嶋夏海・松岡由紀・米沢瑠美・渡辺麻友
収録曲
1. overture
2. 初日
3. 必殺テレポート
4. ご機嫌ななめなマーメイド
5. 2人乗りの自転車
6. 天使のしっぽ（歌：多田、仲谷、野口）
7. パジャマドライブ（歌：平嶋、渡辺、仲川）
8. 純情主義（歌：片山、仁藤、松岡）
9. てもでもの涙（歌：柏木、佐伯）
10. 鏡の中のジャンヌ・ダルク（歌：米沢、早乙女、指原、田名部、浦野）
11. Two years later
12. 命の使い道
13. キスして損しちゃった
14. 僕の桜
15. ワッショイB!
16. 水夫は嵐に夢を見る
17. 白いシャツ

### SKE48 チームE 1st Stage「パジャマドライブ」（DVD）
収録メンバー
磯原杏華・上野圭澄・梅本まどか・金子栞・木本花音・小林亜実・酒井萌衣・柴田阿弥・高木由麻奈・竹内舞・都築里佳・中村優花・原望奈美・間野春香・山下ゆかり・山田恵里伽
収録曲
1. overture（SKE48 ver.）
2. 初日
3. 必殺テレポート
4. ご機嫌ななめなマーメイド
5. 2人乗りの自転車
6. 天使のしっぽ（歌：木本、柴田、上野）
7. パジャマドライブ（歌：都築、間野、山下）
8. 純情主義（歌：原、磯原、高木）
9. てもでもの涙（歌：金子、中村）
10. 鏡の中のジャンヌ・ダルク（歌：梅本、小林、酒井、竹内、山田）
11. Two years later
12. 命の使い道
13. キスして損しちゃった
14. 僕の桜
15. ワッショイE!
16. 水夫は嵐に夢を見る
17. 白いシャツ

### Pajama Drive（DVD）
劇場公演を収録したDVD（1期生＋2期生の両公演）と同セットリストの公演曲を収録したCDに加え、1期生、2期生のパジャマドライブ公演を振り返るブックレットも同封。
収録メンバー
1期生：アヤナ・シャハブ、ベビー・カエサラ・アナディラ、シンディ・グラ、デフィ・キナル・プトゥリ、ガブリエラ・マルガレット・ワラオー、ガイダ・ファリシャ、ジェシカ・ファニア、ジェシカ・フェランダ、メロディー・ヌランダニ・ラクサニ、レナ・ノザワ（野澤玲奈）、レズキー・ウィランティ・ディク、リカ・レヨナ、センディ・アリアニ、シャニア・ジュニアナタ、ソニア・ナタリア、ステラ・コルネリア
2期生：アリシア・カンジア、アニサ・アティア、シンディ・ユフィア、デリア・エルディタ、ドゥイ・プトゥリ・ボニタ、ジェニファー・ハンナ、ナディファ・カリマ、ナディラ・シンディ・ワンタリ、ナタリア、ノエラ・システリナ、ラトゥ・フィエンニ・フィトゥリリア、リスカ・ファイルニッサ、ロナ・アングラエニ、タリア、タリア・イファンカ・エリサベス、フィフィヨナ・アプリアニ
収録曲
1. overture（JKT48 ver.）
2. Shonichi
3. Hissatsu Teleport
4. Gokigen Naname na Mermaid
5. Futari nori no Jitensha
6. Tenshi no Shippo
7. Pajama Drive
8. Junjou Shugi
9. Temodemo no Namida
10. Kagami no Naka no Jeanne d'Arc
11. Two years later
12. Inochi no Tsukaimichi
13. Kiss Shite Son Shichatta
14. Boku no Sakura
15. Wasshoi J!
16. Suifu wa Arashi ni Yume wo Miru
17. Shiroi Shirts

## セルフカバーなど
- 初日（AKB48 12thシングル・カップリング）
- パジャマドライブ（渡り廊下走り隊7 7thシングル・カップリング）
- てもでもの涙（フレンチ・キス1stシングル・カップリング）